# Rediu (Neamț)
Pour les articles homonymes, voir Rediu.
Rediu est une commune roumaine du județ de Neamț, dans la région historique de Moldavie et dans la région de développement du Nord-Est.

## Géographie
La commune de Rediu est située dans le sud du județ, à la limite avec le județ de Bacău, dans les collines subcarpathiques moldaves, à 35 km au sud-est de Piatra Neamț, le chef-lieu du județ.
La municipalité est composée des quatre villages suivants (population en 1992) :
- Bețești (728) ;
- Poloboc (1 401) ;
- Rediu (2 160), siège de la municipalité ;
- Socea (828).

## Politique
Le Conseil Municipal de Rediu compte 15 sièges de conseillers municipaux. À l'issue des élections municipales de juin 2008, Vasile Motfolea (PSD) a été élu maire de la commune.
| Parti                          | Nombre de conseillers |
| ------------------------------ | --------------------- |
| Parti social-démocrate (PSD)   | 11                    |
| Parti démocrate-libéral (PD-L) | 4                     |

## Religions
En 2002, la composition religieuse de la commune était la suivante :
- Chrétiens orthodoxes, 96,03 %.

## Démographie
En 2002, la commune comptait 5 223 Roumains soit la totalité de la population. On comptait à cette date 1 927 ménages.
| 1992  | 2002  | 2007  |
| ----- | ----- | ----- |
| 5 348 | 5 223 | 5 283 |

## Économie
L'économie de la commune repose sur l'agriculture et la transformation du bois.

## Lieux et monuments
- Bețești, église orthodoxe de la Dormition de la Vierge (Adormirea Maicii Domnului) de 1766[7].

- Rediu, église orthodoxe en bois des Sts Voïvodes (Sf. Voievozi) de 1825.